# Ambystoma bishopi
Ambystoma bishopi is een salamander uit de familie molsalamanders (Ambystomatidae). De soort werd voor het eerst wetenschappelijk beschreven door Coleman Jett Goin in 1950. Oorspronkelijk werd de wetenschappelijke naam Ambystoma cingulatum bishopi gebruikt.

## Verspreiding en leefgebied
Ambystoma bishopi leeft in delen van Noord-Amerika en komt endemisch voor in de Verenigde Staten. Het bereik omvat een klein gedeelte van de Coastal Plain van de zuidoostelijke VS vanaf de  Apalachicola-rivier en Flint (westelijk deel van de Florida Panhandle en zuidwestelijk Georgia) westwaarts naar zuidwestelijk Alabama.